# Redondo
Redondo é uma vila portuguesa, no distrito de Évora, região Alentejo e sub-região do Alentejo Central, com cerca de 5000 habitantes (2021).
A vila de Redondo é sede do município de Redondo que tem 369,51 km² de área e 6 300 habitantes (2021) e está subdividido em 2 freguesias. O município é limitado a norte pelos municípios de Estremoz e de Borba, a leste por Vila Viçosa e pelo Alandroal, a sueste por Reguengos de Monsaraz e a oeste por Évora.

## História

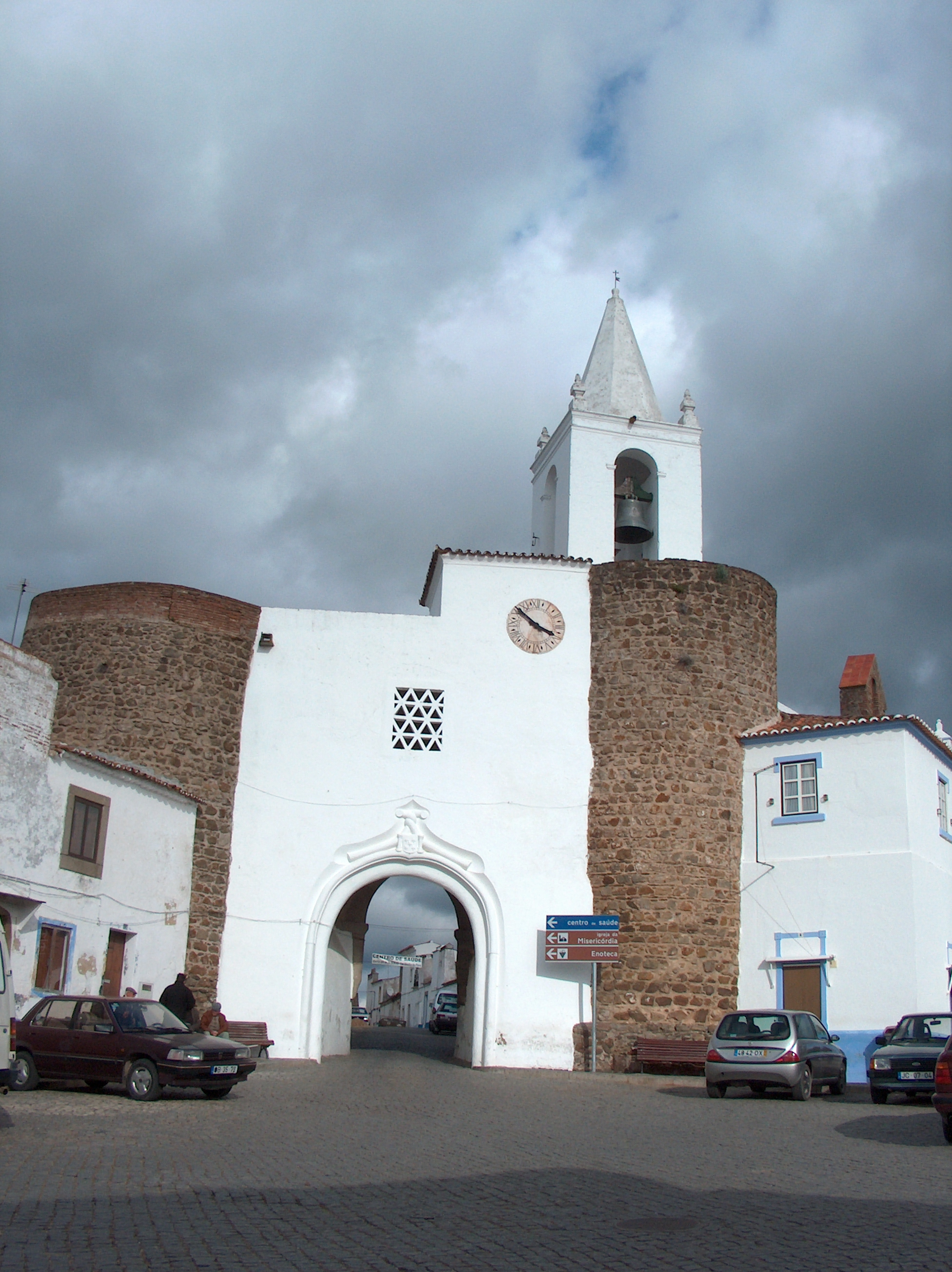
Redondo

A sede do município está situada a 35 km de distância da capital de província, Évora. A zona que hoje compreende o município foi habitada desde os tempos mais remotos, como o comprovam os monumentos megalíticos existentes na região.

### Origem e período medieval
A criação do concelho de Redondo por D. Dinis em 1318 insere-se no contexto da guerra civil que então tinha lugar entre o monarca e o seu herdeiro D. Afonso, futuro Afonso IV. Como os municípios alinhavam maioritariamente pelo Infante contra o Rei, este desmembra dois grandes concelhos da região, Evoramonte e Monsaraz, e com uma parte de um e outra de outro, cria, ex nihilo, o novel Concelho de Redondo.
A elevação de terreno onde se situa o Castelo e onde começou o povoado, teria efetivamente um maciço rochoso, o renomado "penedo redondo", tão proeminente que o mesmo constituía na paisagem a delimitação territorial entre aqueles outros dois Concelhos atrás referidos. Dessa forma aparece referida aquela eminência rochosa na Carta de Foral de Monsaraz de 1276, dada por D. Afonso III. Se tivesse havido algum Foral anterior ao de D. Dinis, o qual alterasse aquele, teria o primeiro que ser referido no segundo, o que não acontece de todo. O silêncio documental  afirma a condição primeira e inicial do Foral dionisino.
A carta de Foral de D. Dinis ordena ainda a quem venha ocupar a nova povoação que lhe construa castelo, tomando como exemplo o primitivo Castelo do Alandroal.
Em 1381, no contexto das guerras fernandinas contra Castela, a povoação foi saqueada por um corpo auxiliar do exército inglês do conde de Cambridge- Edmundo, do comando do general Maa Borno.
O Foral de D. Dinis foi reformado, na Leitura Nova, por novo Foral, concedido por D. Manuel I em 20 de outubro de 1516.
Património da Coroa, foi a vila de Redondo doada, com todas as suas jurisdições, em 1465 pelo rei D. Afonso V a D. João de Bragança, Marquês de Montemor, que foi Senhor de Redondo até 1483, quando em virtude da conspiração encabeçada pelo 3º Duque de Bragança, D. Fernando II, irmão do Marquês, o Senhorio de Redondo retornou à Coroa, aliás como todos os bens de todos os membros da Casa de Bragança, que foi extinta pelo rei D. João II. Vasco Coutinho, por ter informado D. João II daquela conspiração, foi feito Conde de Borba. Já no reinado de D. Manuel I, e com a restauração da Casa de Bragança, de que Borba fazia parte, em 1500 D. Manuel I trocou a D. Vasco Coutinho, já então Capitão-Mor de Arzila, o senhorio de Borba pelo de Redondo, mantendo a sua condição condal.
No início do século XV, a vila de Redondo, em virtude das guerras com Castela, das epidemias de peste, e das principais vias, a chamada Estrada Real, não passarem diretamente na povoação, encontrava-se praticamente despovoada. Uma tentativa para alterar aquela situação ficou a dever-se a Catarina Pires Folgada, que em 1408 fundou uma albergaria , procurando atrair mercadores que pudessem estar e pernoitar em Redondo. No entanto, só a pedido dos procuradores da vila, nas Cortes de Santarém de 1418 D. João I, tornou desde então Redondo ponto obrigatório para viajantes de Évora, Vila Viçosa e Alandroal, em ambos os sentidos .

### Em direcção à modernidade
As expansão da vila deu-se a partir de 1463 uma vez que a cerca do castelo estava completamente povoada, foi decidida, por alvará régio, que a zona do arrabalde fosse habitada, ficando os moradores desta zona com os mesmos privilégios e liberdades que os moradores da cerca do castelo.
O município de Redondo, actualmente dividido em duas freguesias – Redondo e Montoito – abrange uma área de 371,44 km², deles fazem parte um conjunto de populações com dimensões significativas, entre as quais: Aldeias de Montoito, Falcoeiras, Santa Susana, Aldeia da Serra, Foros da Fonte Seca, Freixo e Vinhas.
Aqui vivem atualmente 6300 habitantes, segundo o censo de 2021, um decréscimo face aos 7031 habitantes do censo de 2011.
O Feriado Municipal é a segunda-feira após o domingo de Páscoa.

## Evolução da população do município
De acordo com os dados do INE o distrito de Évora registou em 2021 um decréscimo populacional na ordem dos 8.5% relativamente aos resultados do censo de 2011. No concelho de Redondo esse decréscimo rondou os 10.4%. 	
| Número de habitantes ★ | Número de habitantes ★ | Número de habitantes ★ | Número de habitantes ★ | Número de habitantes ★ | Número de habitantes ★ | Número de habitantes ★ | Número de habitantes ★ | Número de habitantes ★ | Número de habitantes ★ | Número de habitantes ★ | Número de habitantes ★ | Número de habitantes ★ | Número de habitantes ★ | Número de habitantes ★ | Número de habitantes ★ |
| ---------------------- | ---------------------- | ---------------------- | ---------------------- | ---------------------- | ---------------------- | ---------------------- | ---------------------- | ---------------------- | ---------------------- | ---------------------- | ---------------------- | ---------------------- | ---------------------- | ---------------------- | ---------------------- |
| 1864                   | 1878                   | 1890                   | 1900                   | 1911                   | 1920                   | 1930                   | 1940                   | 1950                   | 1960                   | 1970                   | 1981                   | 1991                   | 2001                   | 2011                   | 2021                   |
| 6 453                  | 6 908                  | 6 928                  | 7 915                  | 8 852                  | 9 479                  | 10 107                 | 12 126                 | 12 546                 | 11 967                 | 9 131                  | 8 444                  | 7 948                  | 7 288                  | 7 031                  | 6 286                  |

★ Número de habitantes "residentes", ou seja, que tinham a residência oficial neste município à data em que os censos  se realizaram.
| Número de habitantes por Grupo Etário ★★ | Número de habitantes por Grupo Etário ★★ | Número de habitantes por Grupo Etário ★★ | Número de habitantes por Grupo Etário ★★ | Número de habitantes por Grupo Etário ★★ | Número de habitantes por Grupo Etário ★★ | Número de habitantes por Grupo Etário ★★ | Número de habitantes por Grupo Etário ★★ | Número de habitantes por Grupo Etário ★★ | Número de habitantes por Grupo Etário ★★ | Número de habitantes por Grupo Etário ★★ | Número de habitantes por Grupo Etário ★★ | Número de habitantes por Grupo Etário ★★ | Número de habitantes por Grupo Etário ★★ |
| ---------------------------------------- | ---------------------------------------- | ---------------------------------------- | ---------------------------------------- | ---------------------------------------- | ---------------------------------------- | ---------------------------------------- | ---------------------------------------- | ---------------------------------------- | ---------------------------------------- | ---------------------------------------- | ---------------------------------------- | ---------------------------------------- | ---------------------------------------- |
|                                          | 1900                                     | 1911                                     | 1920                                     | 1930                                     | 1940                                     | 1950                                     | 1960                                     | 1970                                     | 1981                                     | 1991                                     | 2001                                     | 2011                                     | 2021                                     |
| 0-14 Anos                                | 2 412                                    | 3 068                                    | 3 129                                    | 3 351                                    | 3 898                                    | 3 547                                    | 2 951                                    | 1 945                                    | 1 740                                    | 1 388                                    | 987                                      | 901                                      | 708                                      |
| 15-24 Anos                               | 1 307                                    | 1 432                                    | 1 744                                    | 1 894                                    | 2 044                                    | 2 233                                    | 1 993                                    | 1 410                                    | 1 171                                    | 1 104                                    | 998                                      | 716                                      | 608                                      |
| 25-64 Anos                               | 3 193                                    | 3 417                                    | 3 607                                    | 4 296                                    | 5 255                                    | 5 679                                    | 6 065                                    | 4 940                                    | 4 117                                    | 3 793                                    | 3 530                                    | 3 603                                    | 3 236                                    |
| = ou > 65 Anos                           | 374                                      | 473                                      | 504                                      | 540                                      | 706                                      | 893                                      | 958                                      | 1 050                                    | 1 416                                    | 1 663                                    | 1 773                                    | 1 811                                    | 1 734                                    |

★★ De 1900 a 1950 os dados referem-se à população "de facto", ou seja, que estava presente no município à data em que os censos se realizaram. Daí que se registem algumas diferenças relativamente à designada população residente

## Política

### Eleições autárquicas[16]
| Data | %            | V            | %     | V     | %       | V       | %              | V       | %              | V   | %              | V      | %              | V   | %              | V  | %       | V       | %  | V  | Participação |                |
| Data | FEPU/APU/CDU | FEPU/APU/CDU | PS    | PS    | PPD/PSD | PPD/PSD | AD             | AD      | PRD            | PRD | CDS-PP         | CDS-PP | GCE            | GCE | BE             | BE | PSD/CDS | PSD/CDS | CH | CH | Participação |                |
| ---- | ------------ | ------------ | ----- | ----- | ------- | ------- | -------------- | ------- | -------------- | --- | -------------- | ------ | -------------- | --- | -------------- | -- | ------- | ------- | -- | -- | ------------ | -------------- |
| Data | 1976         | 47,01        | 3     | 24,75 | 1       | 21,17   | 1              |         |                |     |                |        |                |     |                |    |         |         |    |    |              | 62,99 / 100,00 |
| 1979 | 52,83        | 3            | 18,02 | 1     | 27,10   | 1       | 71,08 / 100,00 |         |                |     |                |        |                |     |                |    |         |         |    |    |              |                |
| 1982 | 48,94        | 3            | 24,97 | 1     | AD      | AD      | 22,34          | 1       | 67,86 / 100,00 |     |                |        |                |     |                |    |         |         |    |    |              |                |
| 1985 | 54,04        | 3            |       |       | 29,17   | 2       |                |         | 13,36          | -   | 63,28 / 100,00 |        |                |     |                |    |         |         |    |    |              |                |
| 1989 | 57,80        | 3            | 17,93 | 1     | 20,54   | 1       |                |         | 55,38 / 100,00 |     |                |        |                |     |                |    |         |         |    |    |              |                |
| 1993 | 61,13        | 4            | 19,23 | 1     | 11,46   | -       | 3,16           | -       | 60,31 / 100,00 |     |                |        |                |     |                |    |         |         |    |    |              |                |
| 1997 | 61,54        | 4            | 17,13 | 1     | 11,92   | -       | 4,17           | -       | 55,70 / 100,00 |     |                |        |                |     |                |    |         |         |    |    |              |                |
| 2001 | 48,40        | 3            | 20,54 | 1     | 27,48   | 1       |                |         | 57,08 / 100,00 |     |                |        |                |     |                |    |         |         |    |    |              |                |
| 2005 | 13,10        | -            | 30,07 | 2     | 9,47    | -       | 43,57          | 3       | 1,48           | -   | 67,39 / 100,00 |        |                |     |                |    |         |         |    |    |              |                |
| 2009 | 9,32         | -            | 25,28 | 1     | 8,92    | -       | 53,88          | 4       |                |     | 62,17 / 100,00 |        |                |     |                |    |         |         |    |    |              |                |
| 2013 | 13,94        | 1            | 21,34 | 1     | CDS-PP  | CDS-PP  | PPD/PSD        | PPD/PSD | 53,49          | 3   | 7,40           | -      | 58,85 / 100,00 |     |                |    |         |         |    |    |              |                |
| 2017 | 21,78        | 1            | 17,90 | 1     | CDS-PP  | CDS-PP  | PPD/PSD        | PPD/PSD | 36,01          | 2   | 21,46          | 1      | 64,13 / 100,00 |     |                |    |         |         |    |    |              |                |
| 2021 | 13,89        | 1            | (a)   | (a)   | CDS-PP  | CDS-PP  | PPD/PSD        | PPD/PSD | 27,21          | 1   | 43,73          | 3      | 2,21           | -   | 61,86 / 100,00 |    |         |         |    |    |              |                |
| 2021 | 13,89        | 1            | (a)   | (a)   | CDS-PP  | CDS-PP  | PPD/PSD        | PPD/PSD | 10,22          | -   | 43,73          | 3      | 2,21           | -   | 61,86 / 100,00 |    |         |         |    |    |              |                |

(a) O PS apoiou a lista independente (recandidato) "Movimento Independente do Concelho do Redondo" (MICRE) nas eleições de 2021.

### Eleições legislativas
| Data | %     | %     | %     | %    | %     | %        | %     | %     | %    | %     | %    | %   | %       | % | %  | %  |
| Data | PCP   | PS    | PSD   | CDS  | UDP   | APU/ CDU | AD    | FRS   | PRD  | PSN   | BE   | PAN | PSD CDS | L | CH | IL |
| ---- | ----- | ----- | ----- | ---- | ----- | -------- | ----- | ----- | ---- | ----- | ---- | --- | ------- | - | -- | -- |
| 1976 | 42,92 | 27,60 | 8,91  | 8,60 | 2,77  |          |       |       |      |       |      |     |         |   |    |    |
| 1979 | APU   | 16,83 | AD    | AD   | 2,12  | 46,58    | 26,56 |       |      |       |      |     |         |   |    |    |
| 1980 | APU   | FRS   | AD    | AD   | 1,39  | 42,06    | 29,31 | 20,35 |      |       |      |     |         |   |    |    |
| 1983 | APU   | 25,84 | 17,43 | 4,34 | 0,94  | 45,80    |       |       |      |       |      |     |         |   |    |    |
| 1985 | APU   | 12,49 | 17,91 | 3,13 | 1,52  | 40,11    | 18,84 |       |      |       |      |     |         |   |    |    |
| 1987 | CDU   | 14,86 | 26,60 | 2,65 | 1,11  | 37,70    | 10,22 |       |      |       |      |     |         |   |    |    |
| 1991 | CDU   | 23,36 | 34,00 | 3,27 |       | 28,03    | 1,49  | 1,46  |      |       |      |     |         |   |    |    |
| 1995 | CDU   | 42,48 | 17,53 | 5,61 | 0,93  | 27,69    |       |       |      |       |      |     |         |   |    |    |
| 1999 | CDU   | 45,68 | 17,01 | 5,60 |       | 24,47    | 0,20  | 1,72  |      |       |      |     |         |   |    |    |
| 2002 | CDU   | 38,19 | 26,18 | 5,91 | 22,98 |          | 2,45  |       |      |       |      |     |         |   |    |    |
| 2005 | CDU   | 49,66 | 15,93 | 3,83 | 19,84 | 5,85     |       |       |      |       |      |     |         |   |    |    |
| 2009 | CDU   | 35,97 | 17,56 | 7,72 | 18,33 | 14,15    |       |       |      |       |      |     |         |   |    |    |
| 2011 | CDU   | 33,65 | 24,35 | 9,15 | 18,43 | 6,52     | 1,02  |       |      |       |      |     |         |   |    |    |
| 2015 | CDU   | 41,23 | CDS   | PSD  | 18,42 | 9,13     | 1,06  | 22,69 | 0,42 |       |      |     |         |   |    |    |
| 2019 | CDU   | 41,21 | 16,74 | 3,57 | 17,97 | 9,31     | 1,70  |       | 0,32 | 1,66  | 0,47 |     |         |   |    |    |
| 2022 | CDU   | 47,02 | 21,92 | 1,21 | 12,82 | 3,07     | 0,81  | 0,74  | 9,04 | 1,52  |      |     |         |   |    |    |
| 2024 | CDU   | 35,36 | AD    | AD   | 9,84  | 21,56    | 4,89  | 1,19  | 1,77 | 19,13 | 2,26 |     |         |   |    |    |

## Freguesias

Freguesias do município de Redondo.

O município de Redondo está dividido em 2 freguesias:
- Montoito
- Redondo

## Património
- Castelo de Redondo

A cerca militar da vila de Redondo, monumento nacional, foi fundada por D. Dinis presumivelmente em 1319. Apresenta uma configuração de eleipse irregular com muros de grossa alvenaria sem ameias mas com adarve parcialmente interrompido. Durante a Guerra da Restauração e ainda durante a Guerra da Sucessão de Espanha, determinou-se envolver a cerca numa profunda trincheira com estacaria de que não restam quaisquer vestígios.
Apresenta duas torres, uma meia torre ou reprega no lado Norte e quatro torrelas que ladeiam  as duas portas.
- Pelourinho
- Paços do Concelho
- Igreja de Nossa Senhora da Anunciação (Igreja Matriz)
- Igreja e Convento de Nossa Senhora da Saúde
- Igreja do Calvário
- Igreja de S. Pedro
- Igreja e Convento de S. António
- Igreja da Misericórdia
- Capela de Nossa Senhora dos Anjos
- Capelas de Nosso Senhor dos Passos
- Igreja de Nossa Senhora da Assunção (Montoito - Igreja Matriz)
- Igreja do Espírito Santo (Montoito)
- Igreja de Nossa Senhora do Monte Virgem (Aldeia da Serra)
- Igreja e Convento de São Paulo (Serra D'Ossa)
- Igreja de Santa Suzana (Santa Suzana)
- Igreja de Nossa Senhora do Freixo (Freixo)
- Capela de Nossa Senhora da Piedade
- Igreja de São Miguel do Adaval
- Igreja de São Bento do Zambujal
- Ermida de Santo Aleixo (Foros da Fonte Seca em direção a Santiago Maior - km 3/4 à direita)
- Monumentos Megalíticos
- Vestígios Romanos
- Museu do Vinho
- Museu do Barro
- Ecomuseu de Redondo
- Oficina das Ruas Floridas

## Cultura
No Redondo destacam-se os seguintes elementos culturais:
- Ruas Floridas
- Corso Carnavalesco
- Feira de São Francisco
- Procissões dos Passos, Corpo de Deus e Cerimónias da Semana Santa
- Prémio Dr. Hernâni Cidade
- Redondo "Há" Mesa
- Festival Palavras ao Vento (festival literário)